# Человеческая природа (Доктор Кто)
«Человеческая природа» — восьмая серия третьего сезона сериала «Доктор Кто». Премьера серии состоялась 26 мая 2007 года на канале BBC One. Серия является экранизацией одноименного романа Пола Корнелла.

## Сюжет
В 1913 учитель Джон Смит видит сны о путешествиях во времени и пространстве. Но «великая война» началась на год раньше. Смит должен снова стать Доктором.

## Дополнительная информация
Доктор-человек рассказывает, что его отца звали Сидни, а мать Верити. Это отсылка к двум создателям сериала «Доктор Кто» Сидни Ньюману и Верити Ламберт.